# أسكاروفو
أسكاروفو (الروسية: Аскарово) هي مدينة في جمهورية باشكورستان في روسيا.
يبلغ عدد سكانها حوالي 6976 نسمة. تعد قرية أسكاروفو المركز الإداري لكل من المقاطعة الإدارية والبلدية لمقاطعة أبزيليلوفسكي.